# Condado de Franklin (Tennessee)
El condado de Franklin (en inglés: Franklin County, Tennessee), fundado en 1807, es uno de los 95 condados del estado estadounidense de Tennessee. En el año 2000 tenía una población de 39.270 habitantes con una densidad poblacional de 27 personas por km². La sede del condado es Winchester.

## Historia

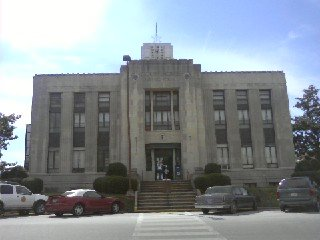
Corte del condado de Franklin en Winchester (Tennessee).

La población Euro-Americana comenzó alrededor de 1800, y el condado se organizó formalmente en 1807, llamado así por Benjamin Franklin. Durante las próximas décadas, el tamaño de la provincia se redujo en varias ocasiones por las reorganizaciones que creó los condados vecinos de Condado de Coffee, Condado de Moore y Condado de Grundy. Uno de los primeros colonos más notable fue el colonizador Davy Crockett, que llegó hacia 1812, pero no se cree que ha permanecido mucho tiempo.
El Sewanee, La Universidad del Sur, fundada por la Iglesia Episcopal, fue organizado justo antes de la guerra civil estadounidense. Empezó a operar plenamente poco después de que cesaran las hostilidades. Sigue siendo la única institución de educación superior en el condado, y abarca una universidad completa y seminario teológico.
El área se convirtió en fuerza secesionistas antes de la guerra. El Condado de Franklin formalmente amenazó con secesión de Tennessee y unirse a Alabama, si Tennessee no abandonaba el sindicato, que en breve lo hizo. Esto contrasta marcadamente con la situación en el vecino Condado de Winston, que era partidario de la Unión y discutía por separarse de Alabama. Las dos ilustran la frecuencia dividida y confundida del estado de lealtades en el centro sur durante este período.
Durante 1863, el Ejército de Tennessee, se retiró a través del condado, dejando a control de la Unión a partir de entonces. Isham G. Harris, gobernador de la Confederación de Tennessee, fue desde el Condado de Franklin. Después de ser restaurado a los derechos políticos después de la guerra, fue elegido para representó al estado en el Senado de Estados Unidos.

## Geografía
Según la Oficina del Censo, el condado tiene un área total de 1491 km² (575,7 mi²), de la cual 1436 km² (554,4 mi²) es tierra y 55 km² (21,2 mi²) es agua.

### Condados adyacentes
- Condado de Coffee norte
- Condado de Grundy noreste
- Condado de Marion este
- Condado de Jackson sur
- Condado de Madison suroeste
- Condado de Lincoln oeste
- Condado de Moore noroeste

## Demografía
En el 2000 la renta per cápita promedia del condado era de $36,044, y el ingreso promedio para una familia era de $42,279. El ingreso per cápita para el condado era de $17,987. En 2000 los hombres tenían un ingreso per cápita de $31,506 contra $21,479 para las mujeres. Alrededor del 13.20% de la población estaba bajo el umbral de pobreza nacional.

## Lugares

### Ciudades y pueblos
- Cowan
- Decherd
- Estill Springs
- Huntland
- Tullahoma (principalmente en el café del Condado)
- Winchester

### Comunidades no incorporadas
- Belvidere
- Sewanee
- Sherwood